# Angiosarkom
Angiosarkom je zhoubný, vysoce invazivní nádor cév. Postihuje spíše dospělé starší pacienty. Může se vyskytnout kdekoliv, ale nejčastěji je to na kůži, v měkkých tkáních a v játrech. Angiosarkom v játrech bývá spojován s expozicí vinylchloridem, arsenem a thorotrastem. U žen se může vyskytnout také v mléčné žláze, někdy jako komplikace po léčbě karcinomu prsu. Může se vyskytnout i v srdci.